# Normen en waarden
Normen en waarden zijn de omgangsvormen en principes volgens welke men publiekelijk en in sociaal verband handelt. Vaak worden de termen in de politiek en de media als één enkel containerbegrip aangeduid, of onterecht als synoniemen door elkaar gebruikt. De samenstelling betreft de waarden – de voorkeur die een groep of samenleving heeft met betrekking tot doeleinden of gedragspatronen – die worden vertaald in concrete normen met concrete gedragsregels, én de voorschriften. Daarmee sturen normen mede het sociaal handelen, meer specifiek het waarderationeel handelen.

## Normen
Normen komt van het Latijnse woord norma hetgeen winkelhaak, richtsnoer, maatstaf of regel kan betekenen.
Normen zijn concrete richtlijnen voor het handelen; ze regelen het dagelijks sociale verkeer. Het zijn algemeen aanvaarde gedragsregels. Normen vormen de verbinding tussen de algemene waarden (zoals vrijheid, rechtvaardigheid) en concrete gedragingen; het zijn opvattingen over hoe men zich wel of niet zou moeten gedragen in concrete omstandigheden. Sommige normen komen in bijna alle samenlevingen voor, zoals "je doodt niet" en "je steelt niet".
Volksgebruiken zijn zwakkere normen, met een geringe dwang en een mindere mate van bestraffing. Zulke gebruiken sturen het dagelijkse handelen, zoals: welke kledij te dragen voor welke gelegenheid, wat waar hoe te eten, de duur van het oogcontact. Ze zijn vrij tijdsgevoelig, onderhevig aan modes. Indien een gebruik wordt overtreden vormt dit geen maatschappelijk probleem, zolang de dagelijkse interactie daardoor niet grondig wordt verstoord. Afwijking wordt slechts bestraft door informele middelen zoals ridiculisering of gelach.
Normen kunnen positief zijn (geboden) of negatief (verboden). Ze kunnen daarnaast een verschillende reikwijdte hebben: ze kunnen gelden voor iedereen in een bepaalde maatschappij, slechts in bepaalde sociale groepen gangbaar zijn of vrij te kiezen. Verschillen inzake precisie betekent dat normen niet noodzakelijk exacte gedragsvoorschriften zijn, maar gewoon grenzen kunnen stellen aan mogelijke gedragingen. Vaak gaat het over ongeschreven regels. Zo bestaat er geen handleiding die zegt hoe je je in de lift moet gedragen, maar de meeste mensen gedragen zich toch hetzelfde. Ze kijken vooruit, raken elkaar niet aan, praten of lachen niet, lezen de nummers van de verdieping. Ook hebben wij geen geschreven regels die aangeven hoe groot de fysieke afstand (proxemics) moet zijn tussen mensen wanneer zij in gesprek zijn of hoelang je een gesprekspartner in de ogen kunt kijken zonder dat deze het vervelend vindt. Toch deinzen we terug als een vreemde binnen onze 'persoonlijke afstand' komt en vermijden we het van andere mensen te lang te fixeren. Zo zijn er duizenden sociale spelregels die ons gedrag sturen. Hoe meer overeenstemming er is over een norm, hoe dwingender deze lijkt te zijn.
Normen zijn sterk afhankelijk van iemands religieuze, culturele, sociale en maatschappelijke achtergrond. Iedere cultuur heeft haar eigen normen en waarden. Wat binnen de ene context als volstrekt verwerpelijk wordt beschouwd, kan in een andere context betekenisloos zijn of zelfs positief gewaardeerd worden. Het kan dus voorkomen dat twee verschillende groepen een en hetzelfde feit totaal tegenovergesteld waarderen. Dit kan leiden tot heftige, emotionele conflicten.

## Waarden
Waarden zijn idealen en motieven die in een samenleving of groep als nastrevenswaardig worden beschouwd.
Waarden zijn opvattingen over wat wenselijk is.
Er bestaan twee soorten waarden: instrumentele waarden en intrinsieke waarden.

### Instrumentele waarde
Instrumentele waarde is een betekenis die door concrete personen of groepen feitelijk wordt verleend aan personen, zaken of gebeurtenissen. Waarden zijn veelal collectief, maar kunnen ook zeer persoonlijk worden beleefd. Het sociaalwetenschappelijke mentality-onderzoek is een waarden- en leefstijlonderzoek dat uitgaat van een onderverdeling van de maatschappij in traditionele waarden (Behouden), moderne waarden (Bezitten, Verwennen) en postmoderne waarden (Ontplooien, Beleven).

### Intrinsieke waarde
Intrinsieke waarden zijn waarden die nagestreefd behoren te worden vanuit de gedachte dat het goede gedaan behoort te worden. Ethische waarden blijven hun betekenis en geldigheid behouden, ook als ze feitelijk niet gedragen worden door mensen en groepen. Voorbeelden van ethische waarden zijn gerechtigheid, eerlijkheid, respect, liefde, vrijheid en gelijkheid. Het zijn de motieven en idealen waarop de concrete normen zijn gebaseerd. Het zijn ook de grootheden die met de normen bereikt willen worden. Zo zijn er normen en regels om deze waarden te bereiken.

### Voorbeelden van waarden
In de psychologie kent men tal van persoonlijke waarden, zoals bezit, eenvoud, flexibiliteit, gehoorzaamheid, gezondheid, integriteit, kennis, macht, onafhankelijkheid, schoonheid, succes, toewijding en waardering.
In de christelijke geloofsleer ligt achter de concrete normen de waarde van de liefde. Het gaat dan om de liefde tot God en de liefde tot de naaste mens. De belangrijkste waarde in het wegverkeer vinden veel mensen veiligheid. In de samenleving kan worden gedacht aan leefbaarheid en betrokkenheid.